# Peyote
Peyote (Lophophora williamsii; av nahuatl: peyotl) är en suckulent växt inom släktet Lophophora och familjen kaktusar. Peyote är en blågrön, rund kaktus med låga åsar. Dess blommor blir cirka en centimeter stora och ljust rosa. Unga plantor kan ha taggar men de faller senare av. Växten är utrustad med en kraftig pålrot som också kan samla vatten att ha i reserv vid långvarig torka.
Peyotens vetenskapliga namn kommer från C H Williams, en engelsk botaniker som levde i mitten av 1800-talet och utvandrade till Bahia i Brasilien. Kaktusen växer i vilt tillstånd i sydvästra USA ner till centrala Mexiko. Kaktusen innehåller många alkaloider varav det hallucinogena ämnet meskalin är en.

## Historisk användning
Bruket av peyote samt andra hallucinogena kaktusar är långlivat, antagligen en av de äldsta drogerna människan har använt sig av. Bevis på insamling av s.k peyoteknappar har hittats i en grotta i Rio Grande (Texas, USA). En kol-14-datering av dem visade att de växt omkring 3780-3660 år före Kristus. Man kunde med hjälp av en GC/MS-mätning fortfarande hitta halter av meskalin i dem.
Det är känt att användning av peyote i religiösa riter var vanligt i stora delar av sydvästra Nordamerika år 1630.

## Odling
Att odla peyote är relativt lätt. På sommaren vill den ha sol och hög värme. Man kan vattna den upp till en gång i veckan under den varmaste perioden. När det blir kallare bör man successivt dra ner på bevattningen. Under vintern vill den ha det svalt och torrt, med andra ord bör man inte vattna den alls då.
Det är viktigt att tänka på att om man ska odla peyote från frö måste de ha en varm och fuktig miljö tills de har vuxit sig tillräckligt stora (kan ta upp till ett år). Sköter man om sin peyote på rätt sätt kan den bli över hundra år gammal.
L. williamsii växer väldigt långsamt, i det vilda kan det ta upp till 30 år för den att blomma. Det går dock att öka tillväxttakten genom att ympa peyoten på vissa andra succulenter, till exempel San Pedro (Echinopsis pachanoi) eller Pereskiopsis.

## Laglig status
Varken peyote eller dess frön är olagliga i Sverige. Det är dock olagligt att förbereda den för förtäring (till exempel koka te av den) eller genom att utvinna meskalin ur den. I vissa länder som ex. USA är det olagligt att inneha peyotekaktusar såvida man inte är medlem i Native American Church.